# Ny Generation

Ny Generation Elev- och Studentorganisation är en nykonservativ ideell ungdomsorganisation med norskt ursprung.

## Historik
Ny Generation grundades i Sverige i januari 2002 av Joakim Lundqvist, som blev dess ordförande. År 2014 hade man drygt 12 000 svenska medlemmar från andra kristna samfund och cirka 350 skolgrupper. Organisationen har initierat de sociala projekten "Mobbat att mobba" och "Dags att bli kompis" för att motverka mobbning och uppmuntra elever att våga säga ifrån. När Joakim Lundqvist sommaren 2013 lämnade ordförandeposten blev svensk-australienske Brad Hawkes ordförande för Ny Generation. Hösten 2016 tog Emma Bergkvist över uppgiften som ordförande.

## Finansiering
Verksamheten finansieras genom ideellt arbete, privata donationer, samarbeten med Studieförbundet Bilda och statliga bidrag från Ungdomsstyrelsen.
Radioprogrammet Kaliber visade den 30 maj 2010 att Ny Generation hittills har fått 34 miljoner kronor av den svenska staten under åtta år för att stödja lokalavdelningarnas arbete i den svenska skolan. Villkoren för att få sådana bidrag är att man delar de grundläggande värderingar som det svenska samhället vilar på. Bland annat är organisationen skyldig att “främja jämställdhet mellan könen”. I likhet med de cirka 90 övriga svenska ungdomsorganisationer som uppbär statsbidrag för sin verksamhet, granskas Ny Generation årligen av Ungdomsstyrelsen och utomstående revisionsbyrå för att kontrollera att villkoren uppfylls.
"Alla föräldrar ska kunna skicka sina barn till skolan och vara förvissade om att barnen inte blir påverkade av den ena eller andra religiösa uppfattningen", påpekar Claes-Göran Aggebo på Skolverket.
Många av aktiviteterna som är inriktade mot skolungdom samordnas också med Studieförbundet Bilda och SAU (Svenska Alliansmissionens Ungdom).

## Kritik
Organisationen beskriver sig som ekumenisk och fristående med medlemmar och medarbetare från alla svenska kristna samfund. Organisationen har dock kritiserats för att ha nära band till Livets Ord. Radioprogrammet "Kaliber", som i slutet på maj 2010 fäste uppmärksamhet på de missförhållanden som förekommer inom organisationen Ny Generation, har den 6 juni vidgat kritiken. Grundaren Joakim Lundqvist är sedan 2013 förstepastor i Livets Ord, efter Ulf Ekman. Att Ny Generations konfessionella verksamhet i svenska skolor får statsbidrag blev kritiserat av Christer Sturmark ordförande i förbundet Humanisterna på hans personliga blog sturmark.se och Blogger: New Generation sprider budskapet att homosexualitet är synd, att evolutionsteorin är falsk och att man måste följa den rätta vägen (Jesus) för att få ett gott efterliv.".